# 底姓
底姓是華人的姓氏，一說指其起源於回族，由部分回族先民的姓氏尾音讀音漢化而來 ；另一說指此姓來源已久。底姓並無出現於《百家姓》一書中。

## 延伸阅读
[在维基数据编辑]
 《欽定古今圖書集成·明倫彙編·氏族典·底姓部》，出自陈梦雷《古今圖書集成》